# Diócesis de Goaso
La diócesis de Goaso (en latín: Dioecesis Goasoënsis y en inglés: Roman Catholic Diocese of Goaso) es una circunscripción eclesiástica de la Iglesia católica en Ghana. Se trata de una diócesis latina, sufragánea de la arquidiócesis de Kumasi. Desde el 24 de octubre de 1997 su obispo es Peter Kwaku Atuahene.

## Territorio y organización
La diócesis tiene 6654 km² y extiende su jurisdicción sobre los fieles católicos de rito latino residentes en los distritos de: 
- en la región Ahafo: Asunafo Norte, Asunafo Sur, Asutifi Norte, Asutifi Sur, Tano Norte y Tano Sur;
- en la región de Ashanti: Ahafo Ano Norte y Ahafo Ano Sur.

La sede de la diócesis se encuentra en la ciudad de Goaso, en donde se halla la Catedral de San Antonio de Padua.
En 2021 en la diócesis existían 33 parroquias.

## Historia
La diócesis fue erigida el 24 de octubre de 1997 mediante la bula Ad aptius provehendam del papa Juan Pablo II, obteniendo el territorio de la diócesis de Sunyani. Originalmente era sufragánea de la arquidiócesis de Cape Coast.
El 22 de diciembre de 2001, tras la elevación de Kumasi a arquidiócesis metropolitana, se convirtió en una de sus sufragáneas.

## Estadísticas
Según el Anuario Pontificio 2022 la diócesis tenía a fines de 2021 un total de 55 314 fieles bautizados.
| Año                                                                             | Población            | Población | Población      | Sacerdotes | Sacerdotes    | Sacerdotes    | Bautizados por sacerdote | Diáconos permanentes | Religiosos | Religiosos | Parroquias |
| Año                                                                             | Bautizados católicos | Total     | % de católicos | Total      | Clero secular | Clero regular | Bautizados por sacerdote | Diáconos permanentes | Varones    | Mujeres    | Parroquias |
| ------------------------------------------------------------------------------- | -------------------- | --------- | -------------- | ---------- | ------------- | ------------- | ------------------------ | -------------------- | ---------- | ---------- | ---------- |
| 1999                                                                            | 50 725               | 407 526   | 12.4           | 17         | 17            |               | 2983                     |                      |            | 12         | 8          |
| 2000                                                                            | 53 897               | 543 338   | 9.9            | 16         | 16            |               | 3368                     |                      |            | 23         | 11         |
| 2001                                                                            | 55 670               | 543 388   | 10.2           | 25         | 25            |               | 2226                     |                      |            | 23         | 12         |
| 2002                                                                            | 53 897               | 543 338   | 9.9            | 25         | 25            |               | 2155                     |                      |            | 22         | 12         |
| 2003                                                                            | 55 090               | 529 956   | 10.4           | 26         | 26            |               | 2118                     |                      |            | 29         | 13         |
| 2004                                                                            | 55 857               | 557 016   | 10.0           | 29         | 29            |               | 1926                     |                      |            | 29         | 16         |
| 2006                                                                            | 58 400               | 581 000   | 10.1           | 28         | 28            |               | 2085                     |                      |            | 31         | 18         |
| 2013                                                                            | 50 753               | 654 000   | 7.8            | 38         | 35            | 3             | 1335                     |                      | 4          | 45         | 20         |
| 2016                                                                            | 51 583               | 698 836   | 7.4            | 47         | 44            | 3             | 1097                     |                      | 3          | 71         | 25         |
| 2019                                                                            | 54 529               | 723 160   | 7.5            | 56         | 51            | 5             | 973                      |                      | 5          | 70         | 33         |
| 2021                                                                            | 55 314               | 755 670   | 7.3            | 59         | 53            | 6             | 937                      |                      | 8          | 72         | 33         |
| Fuente: Catholic-Hierarchy, que a su vez toma los datos del Anuario Pontificio. |                      |           |                |            |               |               |                          |                      |            |            |            |

## Episcopologio
- Peter Kwaku Atuahene, desde el 24 de octubre de 1997